# Dylan Harper
Dylan Harper (Franklin Lakes, Nueva Jersey, 2 de marzo de 2006) es un baloncestista estadounidense que pertenece a la plantilla de los San Antonio Spurs de la NBA. Con 1,98 metros de estatura, juega indistintamente en la posición de base o escolta. Es hijo del que fuera durante 15 temporadas jugador de la NBA Ron Harper y hermano pequeño del también jugador Ron Harper Jr..

## Trayectoria deportiva

### Primeros años
Creció en Franklin Lakes, Nueva Jersey y asistió a la escuela secundaria preparatoria Don Bosco. Promedió 15,2 puntos por partido durante su segunda temporada. Fue nombrado Jugador Masculino del Año por NJ.com en su temporada júnior después de promediar 24,9 puntos, seis rebotes, tres asistencias y dos robos por partido. Promedió 22,4 puntos, 5,7 rebotes y 2,7 asistencias por partido y lideró a los Ironmen a un récord de 29-3 y a un campeonato estatal NJSIAA Non-Public A durante su temporada sénior.
Disputó los prestigosos McDonald's All-American Game y Jordan Brand Classic, y en ambos fue elegido MVP del partido.

### Universidad
Jugó una temporada con los Scarlet Knights de la Universidad Rutgers, en la que promedió 19,4 puntos, 4,6 rebotes, 4 asistencias y 1,4 robos de balón por partido. Estableció el récord de anotación de la historia Rutgers de un novato, con 564 puntos, siendo además en tercer mejor anotador de primer año de toda la División I de la NCAA. Fue incluido en el tercer mejor quinteto de la Big Ten Conference y también en el mejor quinteto freshman.
Al término de la temporada se declaró elegible para el Draft de la NBA, en el que apuntaba a estar en el top-3.

### Profesional
El 25 de junio de 2025 fue elegido en la segunda posición del draft de la NBA de 2025 por los San Antonio Spurs.

#### Estadísticas
| Año     | Equipo  | PJ | PT | MPP  | %TC  | %3P  | %TL  | RPP | APP | ROB | TPP | PPP  |
| ------- | ------- | -- | -- | ---- | ---- | ---- | ---- | --- | --- | --- | --- | ---- |
| 2024–25 | Rutgers | 29 | 28 | 32.6 | .484 | .333 | .750 | 4.6 | 4.0 | 1.4 | .6  | 19.4 |